# Antje Traue
Antje Traue (Mittweida, Chemnitz, 18 de enero de 1981) es una actriz alemana.

## Vida y carrera
Antje Traue nació en Mittweida, Sajonia, Alemania. Su carrera empezó en el teatro interpretando en una obra escolar a Juana de Arco. A los dieciséis años consiguió el papel principal en la primera "Hip Hopera" del International Munich Art Lab -una escuela de formación de músicos y artistas-. Traue realizó una gira que duró cuatro años y que la llevó por escenarios de Alemania, Europa y la ciudad de Nueva York. A continuación, Traue apareció en varias películas y series de televisión como Kleinruppin Forever, Berlin am Meer y Phantomschmerz.
En 2008, fue elegida para el papel principal femenino en la película Pandorum, un thriller de ciencia ficción dirigido por Christian Alvart, escrito por Travis Milloy y protagonizado por Dennis Quaid y Ben Foster.
En el 2015 fue considerada para protagonizar una película de Maria Ripoll, pero esta nunca llegó a rodarse. 
En 2013, Traue obtuvo el papel de Faora en la película El hombre de acero de Zack Snyder.
A partir de 2017, formó parte del elenco de la serie alemana de Netflix Dark interpretando el personaje de Agnes Nielsen en sus sucesivas temporadas.

## Filmografía (parcial)
- 2000: Verlorene Kinder (Película para la televisión)
- 2003: Die Nacht davor
- 2004: Kleinruppin forever
- 2005: Goldjunge
- 2007: Colonia Brigada Criminal – Später Ruhm (Serie de televisión)
- 2008: Berlin am Meer
- 2009: Der Staatsanwalt – Schwesternliebe (Serie de televisión)
- 2009: Phantomschmerz
- 2009: Pandorum
- 2011: 5 Days of War
- 2012: Annika Bengtzon: Nobels testamente
- 2013: El hombre de acero
- 2015: Seventh Son
- 2015: La dama de oro
- 2015: Berlin Eins (TV movie)
- 2016: Criminal
- 2016: Cuando cae la nieve
- 2016: Cuatro contra el banco
- 2017: Hasta pronto Alemania
- 2017: Oasis (2017)
- 2017: Dark (Netflix)
- 2018: Balloon
- 2019: Dark (Netflix)
- 2020: Dark (Netflix)
- 2023: The Flash

## Musical
- 1998–2003 West End Opera … como Vivienne